# Coup de foudre (X-Files)
Coup de foudre (D.P.O.) est le 3e épisode de la saison 3 de la série télévisée X-Files. Dans cet épisode, Mulder et Scully doivent faire face à un jeune homme capable de contrôler la foudre.
Le concept de l'épisode faisait partie des idées proposées depuis la première saison mais qui n'avaient pas encore été utilisées. L'épisode fait appel à certains effets spéciaux élaborés reproduisant les effets de la foudre. Il a été plutôt bien accueilli par la critique.

## Résumé
Dans le comté de Johnston, en Oklahoma, deux jeunes hommes, Jack Hammond et Darin Peter Oswald, ont une querelle dans une salle d'arcade. Hammond malmène Oswald avant de quitter les lieux mais est frappé par la foudre juste après. Mulder et Scully viennent enquêter car Hammond est la cinquième victime de la foudre dans ce comté depuis peu de temps. Alors que les deux agents interrogent Zero, le gérant de la salle d'arcade, ainsi qu'un ami d'Oswald, Mulder découvre que ce dernier était sur place la nuit de la mort d'Hammond en voyant les initiales DPO sur un tableau de score. Or, il se trouve qu'Oswald a été lui aussi frappé par la foudre récemment mais qu'il a survécu. Oswald, qui travaille dans un garage et éprouve une forte attraction pour Sharon Kiveat, la femme de son patron, nie avoir vu quoi que ce soit.
Zero fait part de ses inquiétudes à son ami concernant l'enquête en cours mais Oswald les écarte négligemment et fait tomber la foudre dans le pré où il se trouve, tuant quelques vaches. Mulder et Scully trouvent des empreintes de pas dans le pré qui les mènent encore à Oswald. En fouillant sa chambre, ils y trouvent une photographie de Sharon Kiveat. Pendant ce temps, Oswald provoque un accident de circulation en utilisant son pouvoir pour détraquer des feux de circulation. Quand son patron arrive sur les lieux, il est victime d'une étrange crise cardiaque mais Oswald le sauve en se servant de ses pouvoirs comme défibrillateur. Mulder, désormais convaincu qu'Oswald est le responsable des incidents liés à la foudre, le fait mettre en garde à vue.
Mulder et Scully interrogent Sharon Kiveat, qui leur avoue qu'Oswald lui a fait part de son pouvoir. Pendant ce temps, le shérif relâche Oswald. Celui-ci, pensant que Zero l'a dénoncé, le tue en le foudroyant. Oswald, qui veut désormais quitter la ville avec Sharon, a une confrontation tendue avec Scully qui est résolue lorsque Sharon accepte de partir avec lui. Lorsque le shérif tente de l'arrêter, Oswald fait à nouveau appel à la foudre et le tue mais est lui-même frappé par un éclair. Oswald est enfermé dans un hôpital psychiatrique mais Mulder et Scully n'ont aucun élément pour le faire accuser des meurtres qu'il a commis. Alors qu'ils l'observent, il utilise son pouvoir pour changer les chaînes de la télévision dans sa cellule.

## Distribution
- David Duchovny : Fox Mulder
- Gillian Anderson : Dana Scully
- Giovanni Ribisi : Darin Peter Oswald
- Jack Black : Bart « Zero » Liquori
- Ernie Lively : le shérif Teller
- Karen Witter : Sharon Kiveat

## Production

### Écriture du scénario
Le concept initial de l'épisode est une carte, avec les mots Lightning Boy (« le garçon à la foudre ») écrits dessus, que Chris Carter avait punaisé sur le tableau de son bureau depuis la première saison mais qu'il n'avait jamais exploité. Au début de la troisième saison, Howard Gordon, en manque d'inspiration, décide finalement de développer l'idée en mettant en scène des jeunes adultes « en quête de n’importe quelle expérience extrême pour animer une vie sans but et sans espoir ». Gordon explique que le déclic est venu lorsqu'il a décidé d'utiliser la foudre « comme une métaphore de la collision entre l’ennui et une certaine anxiété hormonale » et de créer des personnages comparables à « Beavis et Butt-Head électrifiés ». Cet épisode venant directement après une trilogie directement reliée à la mythologie de la série, l'idée de lier certains éléments de l'histoire aux événements précédents est évoquée avant d'être rejetée par Carter, qui préfère que les histoires de type « monstre de la semaine » puissent être vues indépendamment.
Le shérif Teller est nommé ainsi en référence au duo d'illusionnistes Penn & Teller qui étaient intéressés pour faire une apparition dans la série, une idée qui n'a jamais pu être concrétisée. L'observatoire Astadourian est un clin d'œil à Mary Astadourian, l’assistante de production de Chris Carter. Ce nom sera d'ailleurs utilisé à nouveau dans The X-Files, le jeu pour nommer la partenaire du héros, Craig Willmore. Quant au personnage de Darin Oswald, il doit son prénom au scénariste Darin Morgan.

### Choix des interprètes et tournage
Giovanni Ribisi obtient le rôle de Darin Oswald lors de sa deuxième audition, la première n'ayant pas été jugée suffisamment convaincante, après avoir reçu des conseils du directeur de casting Rick Millikan. Lors du troisième jour de tournage, le meilleur ami du réalisateur Kim Manners trouve la mort dans un accident. Manners insiste toutefois pour ne pas être remplacé et décrit le tournage comme « une expérience éclatée pour moi. Mon esprit n’était plus vraiment là, seulement mon corps ».
La ferme choisie pour représenter la maison d'Oswald est située à Albion, dans la banlieue de Maple Ridge, et a également été utilisée dans les films Jennifer 8 et Jumanji. Le chef décorateur Graeme Murray estime que la scène qui a nécessité le plus de travail pour son équipe est celle où Oswald manipule les feux de circulation avec son pouvoir. Des poteaux téléphoniques doivent être plantés et un grand panneau d'affichage construit pour cette scène. Lors de la scène où Oswald tue des vaches par électrocution, le faux cadavre de vache fabriqué pour l'occasion n'est pas jugé assez convaincant et l'équipe de tournage doit s'en procurer en urgence un vrai dans un abattoir.
Une « machine à éclairs » est construite pour l'épisode par le responsable des effets spéciaux David Gauthier. Elle est enterrée sous terre pour la scène où Oswald est frappé par la foudre. Des miroirs, des étincelles et de la fumée sont également utilisés pour reproduire les manifestations de la foudre, et un produit spécial anti-incendie est appliqué sur les vêtements des acteurs lors des scènes où ils sont frappés par les éclairs.
La musique de l'épisode inclut des titres des groupes James (Ring the Bells), Filter (Hey Man, Nice Shot), The Rosemarys (Mary Beth Clark, I Love You) et The Vandals (Live Fast, Diarrhea), choisis pour coller à la « vision de la frange décadente de la génération MTV » que propose le scénario. Par ailleurs, Chris Carter est fan de punk rock et il entretient des liens d'amitié avec le bassiste du groupe The Vandals, Joe Escalante . Le personnage d'Oswald interprété par Giovanni Ribisi arbore durant tout l'épisode des t-shirts à l'effigie du groupe.

## Accueil

### Audiences
Lors de sa première diffusion aux États-Unis, l'épisode réalise un score de 10,9 sur l'échelle de Nielsen, avec 20 % de parts de marché, et est regardé par 15,57 millions de téléspectateurs.

### Accueil critique
L'épisode recueille des critiques plutôt positives dans l'ensemble. Pour Todd VanDerWerff, du site The A.V. Club, qui lui donne la note de B+, l'épisode ne pouvait être que « légèrement décevant » après la trilogie d'épisode mythologiques qui l'a précédé mais demeure très correct et réussit à « maintenir un équilibre délicat entre horreur et comédie » tout en bénéficiant d'une réalisation digne d'un long métrage. Dans leur livre sur la série, Robert Shearman et Lars Pearson lui donnent la note de 3/5, affirmant que l'énergie de la mise en scène ainsi que l'écriture et l'interprétation subtiles du personnage de Darin Oswald compensent une intrigue un peu trop prévisible, « particulièrement dans son dernier acte ».
Le magazine Entertainment Weekly, lui donne la note de B+, estimant que l'épisode manque d'action mais que l'intérêt est maintenu par « l'excellent travail de prise de vues et par les frasques de sociopathe réellement hilarantes » de Darin Oswald. Sarah Stegall, du site Munchkyn Zone, lui donne la note de 3/5, évoquant un épisode plaisant sans être palpitant pour autant, qui bénéficie de « l'interprétation de premier ordre » de Giovanni Ribisi et de scènes « théâtrales » dans le bon sens du terme.
En France, le site Daily Mars évoque un épisode « sombre, nocturne et parfois minimaliste » où « de vraies performances d’acteur », ainsi qu'une « écriture pointue et profonde » et une « atmosphère sublime », contrebalancent « la pointe d’ennui que peut procurer un récit un peu statique ». Pour le site Le Monde des Avengers, c'est un « épisode réussi, quoique très classique » qui est rehaussé par « les superbes compositions de deux acteurs alors encore peu connus », Giovanni Ribisi et Jack Black, et « un bon emploi de l’esthétique toujours si spectaculaire de la foudre ».